# Abbotsholme School
Abbotsholme School, fou una escola anglesa fundada l'any 1889 per Cecil Reddie, que va ser la primera de les escoles noves angleses.